# Чунджинський сільський округ
Чунджи́нський сільський округ (каз. Шонжы ауылдық округі, рос. Чунджинский сельский округ) — адміністративна одиниця у складі Уйгурського району Алматинської області Казахстану. Адміністративний центр — село Чунджа.
Населення — 22068 осіб (2021; 18008 у 2009, 20095 у 1999, 17573 у 1989).

## Склад
До складу округу входять такі населені пункти:
| Населений пункт | Населення, осіб (1989) | Населення, осіб (1999) | Населення, осіб (2009) | Населення, осіб (2021) |
| --------------- | ---------------------- | ---------------------- | ---------------------- | ---------------------- |
| Чунджа, село    | 17573                  | 20095                  | 18004                  | 22055                  |
| --Калгантам     | -                      | -                      | 2                      | 5                      |
| --Саритогай     | -                      | -                      | 2                      | 8                      |